# Solanum hougasii
Solanum hougasii är en potatisväxtart som beskrevs av Donovan Stewart Correll. Solanum hougasii ingår i släktet skattor som ingår i familjen potatisväxter. Inga underarter finns listade i Catalogue of Life.